# Liste des rues de Gatineau
 (novembre 2024).
Si vous disposez d'ouvrages ou d'articles de référence ou si vous connaissez des sites web de qualité traitant du thème abordé ici, merci de compléter l'article en donnant les références utiles à sa vérifiabilité et en les liant à la section « Notes et références ».
Cette liste contient les rues situées à travers la ville de Gatineau.

## Autoroutes
- Autoroute 5
- Autoroute 50

## Avenues
- Avenue de Buckingham
- Avenue Gatineau

## Boulevards
- Boulevard Alexandre-Taché
- Boulevard de l'Amérique Française
- Boulevard de l'Europe
- Boulevard d'Amsterdam
- Boulevard de la Carrière
- Boulevard de la Cité
- Boulevard de la Cité-des-Jeunes
- Boulevard de la Gappe
- Boulevard de l'Hôpital
- Boulevard des Allumettières
- Boulevard de Lucerne
- Boulevard des Grives
- Boulevard des Hautes-Plaines
- Boulevard des Trembles
- Boulevard du Casino
- Boulevard du Mont-Bleu
- Boulevard du Plateau
- Boulevard Fournier
- Boulevard Gréber
- Boulevard Labrosse
- Boulevard La Vérendrye
- Boulevard Lionel-Émond
- Boulevard Lorrain (Route 366)
- Boulevard Maisonneuve
- Boulevard Maloney (Route 148)
- Boulevard Montclair
- Boulevard Riel
- Boulevard Sacré-Cœur
- Boulevard Saint-Joseph (Route 105)
- Boulevard Saint-Raymond (Route 148)
- Boulevard Saint-René
- Boulevard Wilfrid-Lavigne

## Chemins
- Chemin d'Aylmer
- Chemin de Masson
- Chemin de Montréal
- Chemin de la Savane
- Chemin des Érables
- Chemin des Terres
- Chemin Cook
- Chemin Eardley
- Chemin Freeman
- Chemin McConnell
- Chemin Klock
- Chemin Perry
- Chemin Pink
- Chemin Taché
- Chemin Vanier

## Promenades
- Promenade de la Gatineau
- Promenade du Lac-des-Fées

## Rues
- Rue du Centre
- Rue Davidson
- Rue Front
- Rue Gamelin
- Rue Georges
- Rue Goulet
- Rue Jacques-Cartier
- Rue Jean-Proulx
- Rue Laurier
- Rue MacLaren
- Rue Main
- Rue Montcalm
- Rue Notre-Dame
- Rue Principale
- Rue Roméo-Gendron
- Rue Saint-Louis (Route 307)